# Добрянська Ольга Миколаївна
Ольга Миколаївна Добрянська — (28 грудня 1958, Чернівці) — українська співачка (ліричне сопрано), народний артист України від 2003 року. У репертуарі українські народні та сучасні естрадні пісні.

## Біографія
Ольга Миколаївна народилась 28 грудня 1958 року на Буковині в Чернівцях, Україна. Закінчила Чернівецьке музичне училище. У 1980—1985 роках була солісткою в Буковинському заслуженому ансамблі пісні і танцю.
Згодом, у 1990 році, розпочинає сольну кар'єру. У 1997 році співачці присуджують звання заслуженої артистки України. У 1994—2002 роках брала участь в багатьох музичних телепрограмах: «Хіт 2000», «Шлягер року», «Нова колекція», «Наша пісня», «Хіт-базар» та ін. У 2000 році закінчила музично-педагогічний факультет Чернівецького університету, клас А. Кушніренка.
Директор дитячого фестивалю «Світ талантів Буковини». Очолює модельний центр «Ольга».

## Творчість
Гастролює по Україні, Румунії, Польщі, Канаді.

### Музичні альбоми
- 1995 — «Мені ти не байдужий»;
- 1996 — «А де моя весна»;
- 1997 — «Єдиний»;
- 2000 — «Я вірю»;
- 2001 — «Любов солодка»;
- 2005 — «Холодно».

## Нагороди і відзнаки
- 1992 — Гран-прі Міжнародного пісенного фестивалю «Доля» (Чернівці).
- 1992 — лауреат Міжнародного музичного фестивалю в Румунії.
- 2003 — народна артистка України.
- Багаторазовий лауреат фестивалю сучасної української пісні «Пісенний вернісаж».